# Sciences et Avenir
Sciences et Avenir est un magazine mensuel français de vulgarisation scientifique créé en 1947. Il appartient au groupe de presse français Groupe Perdriel. Sa diffusion en 2019 était de 231 274 exemplaires, ce qui en fait le magazine scientifique français le plus diffusé.

## Histoire
Paul Ceuzin dirige Sciences et Avenir, de 1962 à 1993. Martine Allain-Regnault, de 1962 à 1990, est responsable de la rubrique Biologie, médecine et sciences naturelles, après sa rencontre avec Garard Lefebvre, fondateur du journal.
Le journal est dirigé de 1994 à 2003 par Georges Golbérine. De 2003 à 2020, la directrice de la rédaction est Dominique Leglu, docteur en physique nucléaire et physique des particules. Elle est remplacée par la journaliste Carole Chatelain en janvier 2021. À partir de 2022, cette charge est reprise par un « triumvirat » composé de Mathieu Nowak, pour la partie magazine, Philippe Pajot, pour le trimestriel La Recherche, et Olivier Lascar pour le site web.

## Les Dossiers de Sciences et Avenir
Les Dossiers de Sciences et Avenir est un trimestriel thématique (quatre parutions par an). Avant 2024, il était nommé Les Indispensables de Sciences et Avenir. 

## #Sciences, pour les jeunes
En juillet 2019, la rédaction de Sciences et Avenir sort un nouveau magazine de vulgarisation scientifique, #Sciences (qui se prononce « hashtag Sciences »), destiné aux jeunes à partir de onze ans. Il aborde tous les sujets liés aux sciences — astronomie, mathématiques, biologie, nouvelles technologies, environnement — et met en valeur les initiatives et inventions de ses lectrices et lecteurs. On y trouve des informations sérieuses mais ludiques, avec des illustrations, infographies et bandes dessinées. Après seulement cinq numéros, le magazine disparaît en février 2020.

## Site internet et numérique
Le magazine est présent sur Internet dans une version quotidienne (donc différente du magazine papier et animée par la rédaction bimédia de Sciences et Avenir) depuis 2010. Toutes les thématiques scientifiques y sont abordées : espace, santé, environnement, animaux, fondamental, etc. Une quinzaine d'articles sont publiés par jour.
Chaque numéro de l'édition papier est aussi disponible à l'achat en version numérique, avec des contenus « augmentés » - vidéos, diaporamas, liens vers des sites web, etc.
Sciences et Avenir édite aussi des applis pour smartphones et tablettes (application proposant le contenu du site, ou celle dédiée au « guide des hôpitaux », avec un inventaire d'établissements notamment sélectionnés sur la base de l'expertise scientifique des médecins qui y exercent).
Depuis juin 2018, le service vocal Amazon Alexa lit les ultrabrèves de Sciences et Avenir, ce résumé en cinq points de l'actualité scientifique du jour publié quotidiennement en fin de journée sur le site internet.
En juin 2020, le projet de fusion de La Recherche avec Sciences et Avenir, tous deux détenus par Claude Perdriel, amène la rédaction à publier une pétition, signée par de grands noms de la recherche scientifique et s'opposant à la « création d'un journal hybride qui brouillerait deux identités fort différentes ». 
En novembre 2020, La Recherche renaît sous la forme d'un mook trimestriel.

## Organisation
- Mathieu Nowak, rédacteur en chef de Sciences et Avenir
- Olivier Lascar, rédacteur en chef du pôle digital
- Vincent Rea avec Florence Leroy, rédaction en chef des Dossiers (hors-série)
- Philippe Pajot, rédacteur en chef de La Recherche